# Гусельников, Леонид Константинович
Леонид Константинович Гусельников (род. 18 марта 1950, Верхняя Тура, Свердловская область) — российский журналист и общественный деятель, главный редактор, председатель ОГТРК «Ямал-Регион» (Ямало-Ненецкий автономный округ). Заслуженный работник культуры Российской Федерации.

## Биография
Родился 18 марта 1950 г. в городе Верхняя Тура Свердловской области, СССР.
Окончил Уральский ордена Трудового Красного Знамени государственный университет им. А. М. Горького, аспирантуру философского факультета Московского государственного университета им. М. В. Ломоносова. Преподавал философию, этику и эстетику в ВУЗах на Кузбассе.
С 1981 г. живёт и работает на Крайнем Севере. С 1981 г. по 1997 г. работал в Новом Уренгое. Почти 10 лет трудился в системе Миннефтегазстроя в качестве помощника начальника Главуренгойгазстроя. Участвовал в обустройстве и вводе в эксплуатацию крупнейших в мире Медвежьего, Уренгойского,
Ямбурского нефтегазоконденсатных месторождений. С начала 1990-х гг. работал заместителем директора по науке Института адаптации человека на Севере. Является ответственным секретарём и отв. редактором уникального издания, монографии энциклопедического характера «Здоровье человека на Крайнем Севере».

## Работа в СМИ
В 1991 году организовал телерадиоинформационное агентство «Новый Уренгой-Импульс». В мае 1998 году по решению органов государственной власти создаёт и возглавляет Окружную государственную телевизионную и радиовещательную компанию «Ямал-Регион».
Основное направление деятельности — информирование жителей Ямало-Ненецкого округа о наиболее значимых событиях политической, общественной, социально-экономической, культурной жизни региона, создание социально-значимых телерадиопрограмм. Особое внимание уделяется выпуску программ для молодёжи, юношества, детей. ОГТРК «Ямал — Регион» — одна из самых молодых телерадиокомпаний России, по инициативе Гусельникова Л. К. единственная в стране производит программы и вещает на шести языках: русском, татарском, украинском, ханты, ненецком, селькупском.
Автор и инициатор внедрения инновационных методик и технологий в деятельности региональной телерадиокомпании. Как руководитель компании, совместно с Токарчуком Н. А., принял активное участие в создании широкой сети корреспондентских пунктов (бюро), которые действуют в Новом Уренгое (филиал компании), Ноябрьске, Тюмени, Екатеринбурге, Санкт-Петербурге, Москве.

## Общественная деятельность
В 90 е годы Гусельников Л. К. избирался депутатом городского собрания г. Новый Уренгой.
Член Общественной палаты Российской Федерации созывов 2006, 2008, 2010 годов. Входит в Комиссию Общественной палаты по коммуникациям, информационной политике и свободе слова в средствах массовой информации.
Один из создателей и председатель Общественной палаты ЯНАО, член Общественного Совета при Федеральном агентстве связи, первый заместитель председателя Гражданского форума Уральского федерального округа, член Экспертного совета по вопросам общественно-политического развития, заместитель и председатель Совета по реализации государственной политики в области свободы слова при полномочном представителе Президента Российской Федерации в Уральском Федеральном округе, председатель Совета главных редакторов Уральского Федерального округа, член Российской Академии Радио и Телевидения, член Евразийской академии телевидения и радио, Президент Ямало-Ненецкого регионального отделения «МедиаСоюза».

## Награды
Удостоен почетного звания «Заслуженный работник культуры Российской Федерации». Награждён орденом «Дружбы», медалью «За заслуги в проведении Всероссийской переписи населения», благодарственными письмами Президента Российской Федерации, благодарностью Президента Российской Федерации, Председателя Центральной Избирательной Комиссии России.